# Oxyopes sternimaculatus
Oxyopes sternimaculatus là một loài nhện trong họ Oxyopidae.
Loài này thuộc chi Oxyopes. Oxyopes sternimaculatus được Embrik Strand miêu tả năm 1907.